# Морський бій 1 листопада 1944 року
Морський бій 1 листопада 1944 року — бій, що відбувся 1 листопада 1944 року між німецькими та британськими кораблями поблизу адріатичного узбережжя Югославії.

## Передумови
До літа 1944 року німецькі кораблі практично без перешкод зі сторони противника діяли у Верхній Адріатиці, займаючись супроводом конвоїв, охороною узбережжя та постановкою мін.
Влітку 1944 року британці активізували діяльність біля берегів Югославії і втрати німців серйозно зросли. До осені в строю залишались лише 2 міноносці: «ТА 20» і «ТА 48».
Восени 1944 року «ТА 20» і 2 мисливці за підводними човнами «UJ-202» і «UJ-208» (колишні італійські міноносці «Мельпомене» і «Спінгарда») здійснили ряд постановок мін.

## Хід бою
26 жовтня вони вийшли в море для перешкоджання каботажним перевезенням югославських партизанів біля острова Раб. На борту «ТА 20» перебував командир флотилії фрегаттен-капітан Торвест.
Удень кораблі перебували на замаскованих якірних стоянках, де їх помітили партизанські розвідники, які передали цю інформацію союзникам.
1 листопада на перехоплення німецьких кораблів вийшли два британські есмінці «Вітленд» і «Ейвон Вейл», а також 7 торпедних та артилерійських катерів, під командуванням лейтенант-командера Моргана Джайлза (англ. Morgan Morgan-Giles).
Есмінці мали висадити спостерігачів на північному березі острова Раб, торпедні катери вели пошук між островами Раб та Крк, решта катерів — біля острова Премуда.
О 19:50 торпедні катери помітили 2 великі цілі. Це були «UJ-202» і «UJ-208» Британські есмінці повним ходом вирушили на південний захід. За 20 хвилин вони помітили німецькі кораблі на своїх радарах. Наблизившись, вони відкрили вогонь, який заскочив німців зненацька. Дванадцяти британським 120-мм гарматам вони могли протиставити лише дві 100-м гармати, і за декілька хвилин почали тонути.
Британці розпочали рятувальну операцію, але на радарі з'явилась ще одна відмітка. Це був «ТА 20». Есмінці перервали рятувальну операцію і негайно кинулись в атаку. Вони знову досягли раптовості. Першими ж залпами був зруйнований місток, загинули майже всі офіцери, включаючи командира корабля Гурке і командира флотилії Торвеста.
Але німці продовжували вести вогонь аж до моменту загибелі корабля. О 22:30 корабель затонув біля острова Паг у точці з координатами 44°24′ пн. ш. 15°02′ сх. д. / 44.400° пн. ш. 15.033° сх. д..
Погана погода заважала рятувальній операції, британці змогли піді, рати лише 19 німецьких моряків.
5 листопада 1944 року обер-лейтенант Гайнц Гурке і фрегаттен-капітан Фрідріх-Вільгельм Торвест посмертно були нагороджені Лицарськими хрестами.